# Evamaria Schmidt

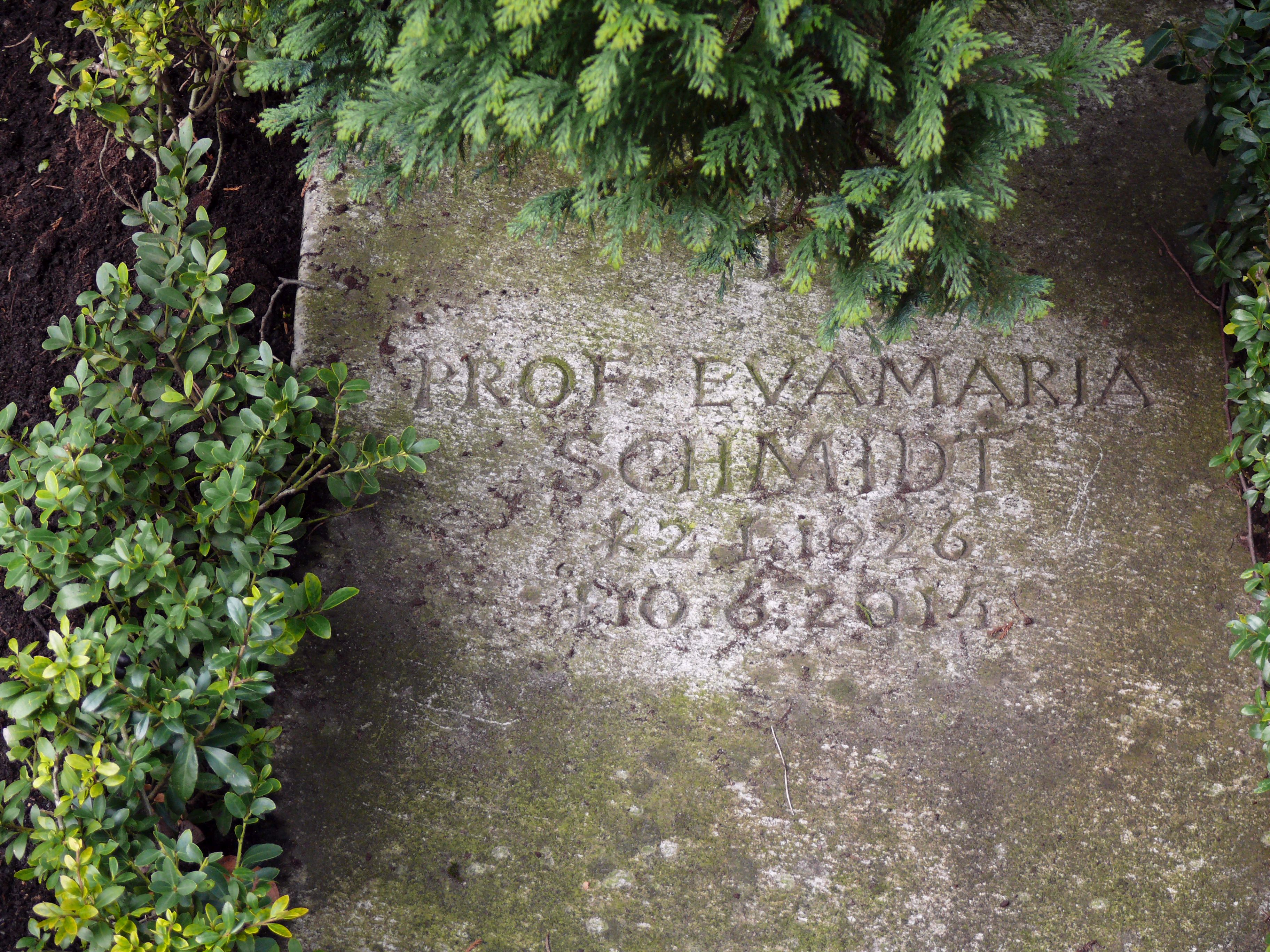
Grab auf dem Münchner Waldfriedhof

Evamaria Schmidt (* 2. Januar 1926 in Dessau; † 10. Juni 2014 in München) war eine deutsche Klassische Archäologin.

## Leben
Evamaria Schmidt studierte von 1945 bis 1951 Klassische Archäologie und Klassische Philologie an der Universität Jena. 1951 wurde sie wissenschaftliche Assistentin an der Humboldt-Universität zu Berlin bei Ludger Alscher, dort wurde sie auch am 6. April 1955 mit der Dissertation „Griechische Köpfe des 4. Jahrhunderts v. Chr. Ein Beitrag zur Untersuchung der Stilentwicklung“ promoviert. Dort war sie auch Assistentin von Ludger Alscher.
Im August 1961 floh Schmidt in die Bundesrepublik Deutschland, wo sie zunächst Stipendien und Werkverträge verschiedener Institutionen erhielt, bevor sie wissenschaftliche Assistentin im Fachbereich Architektur der Technischen Universität München wurde. Dort wurde sie 1978 mit der Arbeit „Geschichte der Karyatide. Funktion und Bedeutung der menschlichen Träger- und Stützfigur am Bauwerk“ für Klassische Archäologie habilitiert. Ab 1980 lehrte sie Klassische Archäologie an der Universität Augsburg, von 1983 bis zu ihrer Pensionierung 1991 als Professorin für Klassische Archäologie und dabei Gründungsprofessorin für das Fach an der Universität. Ihr Grab befindet sich auf dem Münchner Waldfriedhof, Neuer Teil, Grabstelle 504-1-77.

## Schriften (Auswahl)
- Der große Altar zu Pergamon. E. A. Seemann Verlag, Leipzig 1961, DNB 57741674X. – Englische und französische Ausgaben  folgten ab 1962 (DNB 454390912, DNB 577416758, DNB 577950894).
- Der Kasseler Apollon und seine Repliken (= Antike Plastik. Band 5). Gebr. Mann Verlag, Berlin 1966.
- Geschichte der Karyatide. Funktion und Bedeutung der menschlichen Träger- und Stützfigur in der Baukunst. Triltsch, Würzburg 1982, ISBN 3-87825-036-3, zugleich: Habilitationsschrift, Technische Universität München, 1978.
- Katalog der antiken Terrakotten. Martin-von-Wagner-Museum der Universität Würzburg. Teil 1: Die figürlichen Terrakotten. Verlag Philipp von Zabern, Mainz 1994, ISBN 3-8053-1518-X.
- Figürliche Bronzen und Schmuck (= Römische Kleinfunde aus Burghöfe. Band 1). Verlag Marie Leidorf, Rahden/Westfalen 2000, ISBN 3-89646-532-5.